# Linia kolejowa München – Augsburg
Linia kolejowa Monachium–Augsburg – linia kolejowa na terenie Niemiec, zbudowana przez München-Augsburger Eisenbahn-Gesellschaft i otwarta w 1840 roku. Została znacjonalizowana w 1846 i przedłużona do Ulm w 1854 roku. Linia pomiędzy Augsburgiem i Monachium jest częścią Magistrale for Europe z Budapesztu przez Wiedeń do Paryża.